# 41.ª Divisão de Infantaria (Alemanha)
A 41ª Divisão de Infantaria (em alemão: 41. Infanterie-Division) foi formada em Janeiro de 1945 em Slavonski Brod, Croácia a partir da 41. Festungs-Division. A divisão se rendeu para o Exército da Iugoslávia em Zabok, Croácia no mês de Maio de 1945.
A unidade participou de operações antipartisan na Croacia.

## Comandantes
| Comandante                      | Data                                |
| ------------------------------- | ----------------------------------- |
| Generalleutnant Wolfgang Hauser | Janeiro de 1945 - 8 de Maio de 1945 |

## Oficiais de Operações (Ia)
- Major Werner Honeck (25 de Janeiro de 1945 - Maio de 1945)

## Área de Operações
- Balcãs (Janeiro de 1945 - Maio de 1945)

## Linhagem
- 39ª Divisão de Infantaria
- 41.Festung-Division
- 41.Infanterie-Division

## Ordem de Batalha
- Grenadier-Regiment 1230
- Grenadier-Regiment 1231
- Grenadier-Regiment 1232
- Füsilier-Bataillon 41
- Artillerie-Regiment 141
- Pionier-Bataillon 141
- Panzerjäger-Abteilung 141
- Nachrichten-Abteilung 141
- Feldersatz-Bataillon 141
- Versorgungseinheiten 141

## Serviço de Guerra
| Data          | Corpo | Exército | Grupo de Exércitos | Área    |
| ------------- | ----- | -------- | ------------------ | ------- |
| Fev 45-Abr 45 | XXXIV | E        | F                  | Croacia |
| Mai45         | XV    |          | Ob. Südost         | Croácia |